# Эндалкачев Кебеде
Эндалкачев Кебеде (род. 17 августа 1980 года в Аддис-Абебе) — эфиопский боксёр-любитель, выступавший в наилегчайшей весовой категории (до 48 килограмм). Участник летних Олимпийских игр 2004 в Афинах.

## Биография
На Всеафриканских играх 2003 в Абуджа завоевал серебряную медаль, уступив в финале кенийцу Сулейману Билали. Призовое место позволило эфиопу квалифицироваться на летние Олимпийские игры 2004 в Афинах.
На летних Олимпийских играх 2004 Эндалкачев в первом раунде победил японца Тосиюки Игараси со счетом 26:21. Во втором раунде проиграл китайскому боксёру Цзоу Шимину со счётом 8:31.